# Musolino
Musolino ist ein italienischer Familienname.

## Namensträger
- Alejandro Musolino (* 1971), argentinischer römisch-katholischer Ordensgeistlicher, Weihbischof in Córdoba
- Benedetto Musolino (1809–1885), italienischer Soldat und Politiker
- Enrico Musolino (1928–2010), italienischer Eisschnellläufer
- Giuseppe Musolino (1876–1956), kalebresischer Brigant
- Julien Musolino (* 1970), französischstämmiger Kognitionswissenschaftler und Psychologe
- Vincenzo Musolino (1930–1969), italienischer Schauspieler, Produzent und Filmregisseur